# スザンナ・ウェスレー

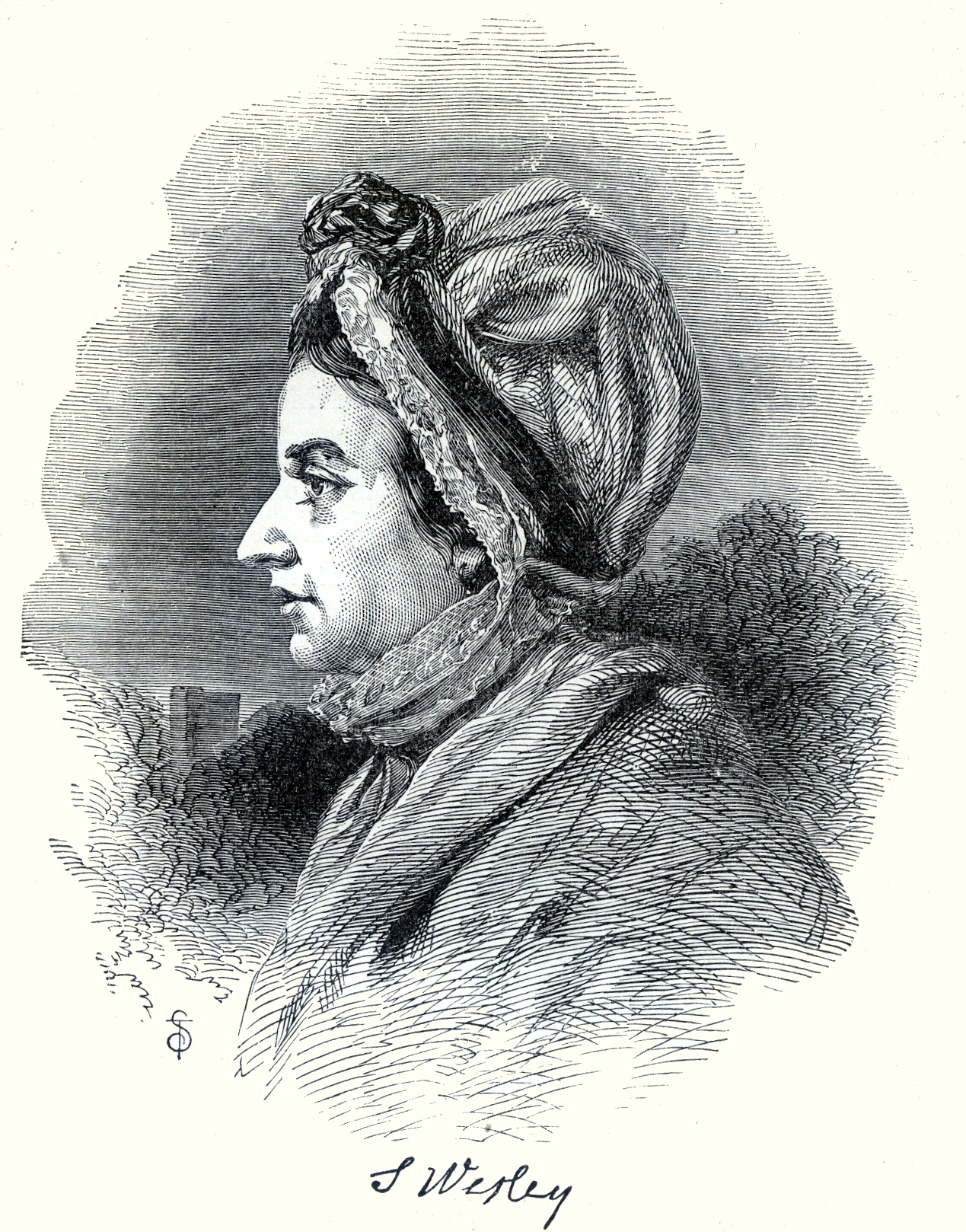
スザンナ・ウェスレー

スザンナ・ウェスレー（Susanna Wesley、1669年 - 1742年7月23日）は、ジョン・ウェスレーとチャールズ・ウェスレー兄弟の母である。
ピューリタンの信仰をもつ父母のもとに生まれ、メソジストの指導者となる息子たちに影響を与えた。

## 著書
- 『スザンナ・ウェスレーの祈り』　いのちのことば社 ISBN 4264011051

| スタブアイコン | サブスタブ | この項目は、まだ閲覧者の調べものの参照としては役立たない、人物に関連した書きかけの項目です。この項目を加筆・訂正などしてくださる協力者を求めています（P:人物伝/PJ:人物伝）。 |